# Соболевский сельсовет
Соболевский сельсовет — сельское поселение в Первомайском районе Оренбургской области Российской Федерации.
Административный центр — село Соболево.

## История
9 марта 2005 года в соответствии с законом Оренбургской области № 1907/315-III-ОЗ образовано сельское поселение Соболевский сельсовет, установлены границы муниципального образования.

## Население
| 2010  | 2012  | 2013  | 2014  | 2015  | 2016  | 2017  |
| ----- | ----- | ----- | ----- | ----- | ----- | ----- |
| 1626  | ↗1633 | ↘1608 | ↘1579 | ↘1566 | ↘1539 | ↘1521 |
| 2018  | 2019  | 2020  | 2021  |       |       |       |
| ↘1507 | ↘1498 | ↗1502 | ↘1462 |       |       |       |

## Состав сельского поселения
| № | Населённый пункт | Тип населённого пункта       | Население |
| - | ---------------- | ---------------------------- | --------- |
| 1 | Лесопитомник     | посёлок                      | 304       |
| 2 | Осочный          | посёлок                      | 133       |
| 3 | Соболево         | село, административный центр | 1034      |
| 4 | Степнянка        | посёлок                      | 155       |